# 松野鹤平
松野鶴平（1883年12月22日—1962年10月18日），日本参议院前议长。1883年12月22日生于熊本县。城北学馆毕业后曾一度经商。1920年当选众议院议员，属政友会。战前历任犬养毅内阁内务省政务次官、米内光政内阁铁道大臣，政友会干事长。战后被整肃，1951年解除整肃后重返政界。1952年当选参议院议员，后连续3次当选。1956年4月一1962年8月任参议院议长。1962年10月18日病故。